# Albert t'Serstevens
Albert t'Serstevens, né à Uccle (Bruxelles) le 24 septembre 1885 et mort à Neuilly-sur-Seine (Hauts-de-Seine) le 13 mai 1974, est un écrivain français d'origine belge.

## Biographie
Albert t'Serstevens était un grand ami de Blaise Cendrars (48 ans d'amitié), et écrivait à son propos :

« Je mesure avec clairvoyance tout ce qui nous sépare, et je le mets bien au-dessus de moi. Je ne suis même pas son disciple. Nos conceptions de la littérature n'avaient rien de semblable, et il n'y a sans doute jamais eu dans l'histoire des Lettres une telle amitié entre deux écrivains aussi différents […]. Sa dominante était la profusion spontanée de la pensée et de ses détours ; la mienne, la clarté et l'économie des mots ; il croyait en lui-même, et il n'avait pas tort, alors que je me tiens prudemment dans le doute en toutes choses, surtout à mon propre sujet ; il était sûr de son avenir posthume, cette gloire d'outre-tombe dont je ne fais aucun cas en ce qui me concerne, sur laquelle je ne compte guère, et dont, après tout, je me fiche éperdument car je n'en jouirai pas. »

Parmi ses autres amis figurent Abel Gance, Louis Jou, Laurent Tailhade, Fernand Fleuret, Pierre Mac Orlan, Henry Ottmann, Robert Delaunay, André Suarès et Jean Poirier. À Tahiti, il fait amitié avec l'écrivain James Norman Hall. C'est à Papeete, en 1949, qu'il se marie avec la jeune illustratrice Amandine Doré, mariage évoqué par Cendrars dans Bourlinguer.
Maurice Genevoix lui a proposé d'être candidat à l'Académie française, ce qu'il a refusé.
Il est inhumé dans le columbarium du Père-Lachaise, à Paris. 

### Distinctions
- Grand Prix Littéraire de la Mer et d'Outre-Mer, 1953.
- Grand Prix de la Société des Gens de Lettres, 1960.
- Officier de la Légion d'honneur, 1951[6].

## Œuvres

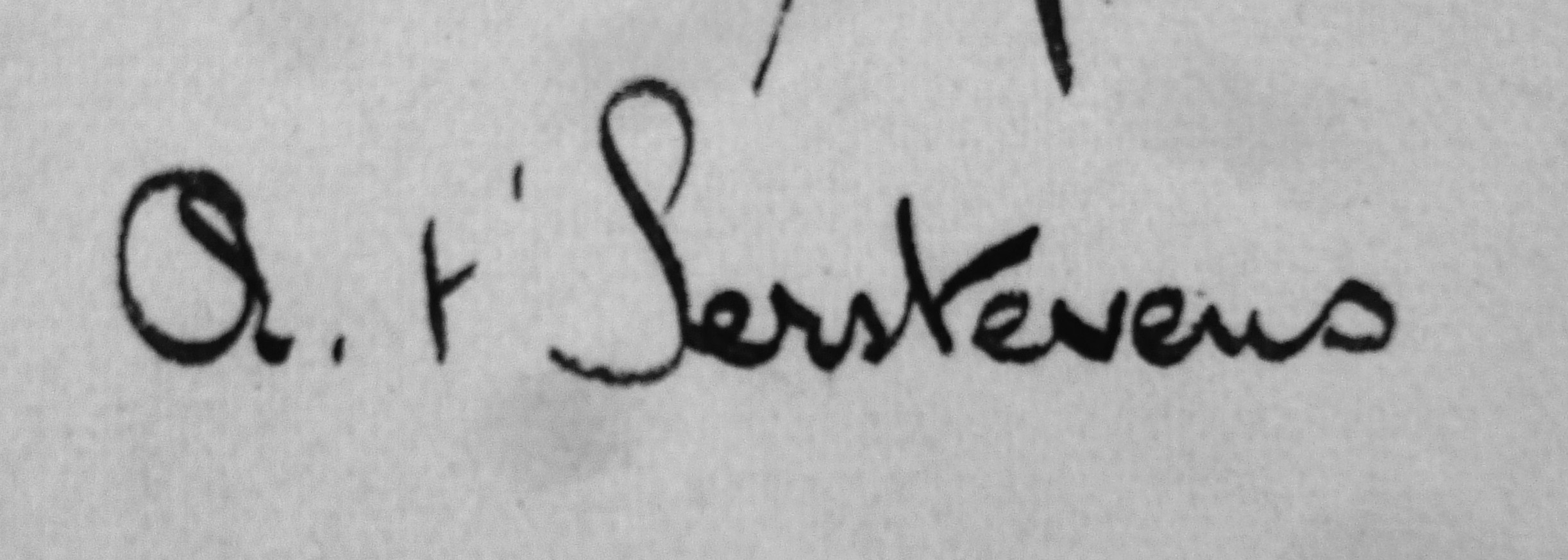
Signature d'Albert t'Serstevens

- Poèmes en prose, éditions Messein, 1911
- Nuits de Paris, éditions du Trianon, 1918
- Les Sept parmi les hommes, Albin Michel, 1919
- Un Apostolat, Albin Michel, 1920
- Petites trilogies, éditions Camille Bloch, 1921
- Le Dieu qui danse, Albin Michel, 1921
- Le Carton aux estampes, éditions Mornay, 1922
- Le Vagabond sentimental, Albin Michel, 1923[7]
- La Légende de Dom Juan, éditions Piazza, 1924
- À la danseuse, éditions Lapina, 1925
- Beni Ier, roi de Paris, Albin Michel, 1926
- M. Santeuil, les nymphes et les saintes, éditions Lapina, 1926
- Les nuit tragiques de Paris, illustré par Georges Gorvel, Le Trianon, 1926.
- La Comédie ecclésiastique, Grasset, 1927
- Le Boucan de cochon, éditions René Kieffer, 1927
- Presbion ou de la vieillesse, éditions Le Trianon, 1928
- Taïa, Albin Michel, 1929
- Les Nymphes de Paris, éditions Les Portiques, 1929
- Gens de Provence, éditions du Cadran, 1930
- Les Corsaires du Roi, 1930
- L'Amour autour de la maison, Albin Michel, 1932
- L'Itinéraire espagnol, éditions Plon, 1933
- La Fête à Amalfi, Albin Michel, 1933
- Ceux de Provence, Grasset, 1934
- L'Or du Cristobal, Albin Michel, 1936
- Ceux de la mer, Grasset, 1934
- L'Itinéraire de Yougoslavie, Grasset, 1938
- L'Itinéraire portugais, Grasset, 1940
- Appel de l'aventure, éditions Colbert, 1942
- René Caillé, découvreur de Tombouctou, Denoël, 1942
- René Dugay-Trouin, éditions A. Bonne, 1943
- Joies de plein air, éditions de la Nouvelle France, 1944
- La Seine à Paris, éditions Calmann-Lévy, 1944
- Reflets, éditions Self, 1945
- Marie Doudou et sa Blanchette, librairie Montjoie, 1946
- Joies de plein air, Ed. de la nouvelle France, 1946
- Le Cadran, éditions du Pavois, 1946
- Le Vieux Paris, librairie Montjoie, 1946
- L'Or indien, éditions La Belle Page, 1947
- Tahiti et sa couronne, Albin Michel, 1950
- La Grande Plantation, Albin Michel, 1952
- L'Espagne, éditions Documents d'art, 1952
- Les Cahiers de Louis-Adhémar-Timothée Le Golif, dit Borgnefesse, capitaine de la flibuste, Grasset 1952
- Regards vers la jeunesse, Albin Michel, 1954
- Mexique, pays à trois étages, éditions Arthaud, 1955
- Le Livre de Marco Polo, éditions Albin Michel, 1955, Texte intégral, mis en français moderne et commenté par
- Sicile, Sardaigne, Iles éoliennes, éditions Arthaud, 1958, avec 57 dessins au pinceau d'Amandine Doré
- La Main d'or au premier juin, éditions Gründ, 1958
- Les précurseurs de Marco Polo, éditions Arthaud, 1959
- Itinéraires de la Grèce continentale, éditions Arthaud, 1961, avec 17 dessins originaux d'Amandine Doré
- Le Périple des archipels grecs, éditions Arthaud, 1963, avec 28 dessins originaux d'Amandine Doré
- Le Périple des îles atlantides, éditions Arthaud, 1966
- Intimité de Venise, éditions Arthaud, 1969
- Escales parmi les livres, Nouvelles Éditions Latines, 1969
- Itinéraire marocain, éditions Arthaud, 1970, avec 47 dessins et croquis d'Amandine Doré
- L'Homme que fut Blaise Cendrars, Denoël, 1972
- Flâneries dans Istambul et ses entours, Albin Michel, 1973

## Filmographie
En tant que scénariste :
- L'Amour autour de la maison, 1947, de Pierre de Hérain
- L'Or du Cristobal, 1940, de Jacques Becker, terminé par Jean Stelli